# 角斗士 (卡拉克)
角斗士（英語：Gladiator）是由漫威漫畫出版的美漫中的角色。 他首次出现在《X战警》 #107（1977 年 10 月）中，由作家Chris Claremont和画师Dave Cockrum共同创作。  角斗士的名字是卡拉克（ Kallark） ，是斯特朗提安人（Strontian），和他的种族中的其他人一样，拥有强大的力量和各种超能力，但只有在集中意念时才能发挥；且能力强度与其信念成正比。 他出生在希阿帝国的斯特提安星球，他是该帝国帝国卫队的领袖。 他也是歼灭者联盟、黑暗护卫队（Dark Guardians）和银河护卫队的成员。